# Callichroma
Callichroma is een kevergeslacht uit de familie van de boktorren (Cerambycidae). De wetenschappelijke naam van het geslacht werd voor het eerst geldig gepubliceerd in 1817 door Latreille.

## Soorten
Callichroma omvat de volgende soorten:
- Callichroma atroviride Schmidt, 1924
- Callichroma auricomum (Linnaeus, 1767)
- Callichroma batesi Gahan, 1894
- Callichroma cosmicum White, 1853
- Callichroma cyanomelas White, 1853
- Callichroma distinguendum Gounelle, 1911
- Callichroma euthalium Bates, 1879
- Callichroma gounellei Achard, 1910
- Callichroma holochlorum Bates, 1872
- Callichroma iris (Taschenberg, 1870)
- Callichroma magnificum Napp & Martins, 2009
- Callichroma minima Podaný, 1965
- Callichroma omissum Schmidt, 1924
- Callichroma onorei Giesbert, 1998
- Callichroma seiunctum Schmidt, 1924
- Callichroma sericeum (Fabricius, 1793)
- Callichroma velutinum (Fabricius, 1775)
- Callichroma viridipes Bates, 1879